# Sierra de Peña Sagra
Sierra de Peña Sagra är en ås i Spanien.   Den ligger i provinsen Provincia de Cantabria och regionen Kantabrien, i den norra delen av landet, 300 km norr om huvudstaden Madrid.